# Metroul din Riga
Metroul din Riga (în letonă Rīgas metro) a fost o rețea de metrou planificată în Riga, Letonia, în perioada Uniunii Sovietice. Construcția ar fi trebuit să înceapă în 1990, urmând ca până în 2021 să fie finalizate trei linii și un total de 33 de stații. La sfârșitul anilor 1980 însă, în timpul revoluției cântate, proiectul a fost întâmpinat cu opoziție și, odată cu destrămarea Uniunii Sovietice, a fost complet abandonat.
După 1990, populația Rigăi era în plin declin demografic din cauza emigrării și a sporului natural negativ, ceea ce a făcut ca perspectiva unei rețele de metrou greu, chiar și cu eventuală finanțare europeană, să devină nerealistă în viitorul apropiat. 

## Istoric

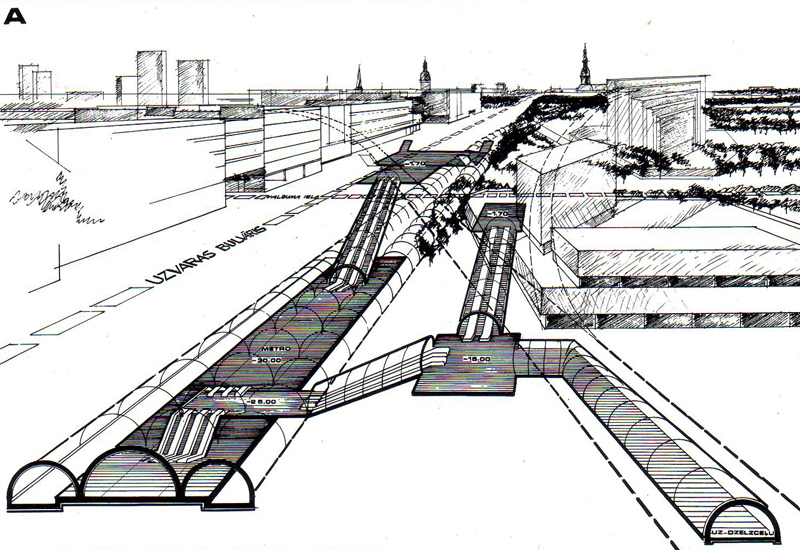
Proiecție axonometrică a planului de încadrare în zonă al stației Uzvaras, 1981

Ideea metroului din Riga s-a ivit la jumătatea anilor 1970, când urbaniștii orașului analizau cum să integreze sistemele de trafic în capitala de la acea vreme a RSS Letone. Au fost propuse mai multe soluții, inclusiv reconstrucția rețelei feroviare a orașului sau instalarea de linii de tramvai de mare viteză, dar oficialitățile au considerat aceste din urmă idei ca fiind ineficiente. Deși la acea dată populația Rigăi creștea rapid, ea nu depășea totuși 900 000 de locuitori, în timp ce condiția minimă pe care trebuia să o îndeplinească un oraș sovietic înainte de a fi luată în calcul construcția unei rețele de metrou era să aibă o populație de cel puțin un milion de locuitori. Dar poziția unică în apropierea orașului stațiune Jūrmala de pe litoralul Golfului Riga, care era la mare căutare în rândul cetățenilor sovietici, a făcut din orașul Riga o excepție de la regulă.
Departamentul de transport al municipalității Riga, împreună cu Departamentul de expertiză al Comitetului de Stat pentru Probleme în Construcții, al cărui personal nu includea niciun specialist în transporturi, au întocmit o analiză negativă referitoare la ultimele evoluții ale sistemului de transport din Riga și au menționat în nota explicativă că singurul mod de transport rapid acceptabil pentru oraș este metroul.
Institutul Metrogiprotrans din Moscova a fost însărcinat cu proiectarea de ansamblu a rețelei de metrou, calculul costurilor investiției și întocmirea detaliilor de execuție. Indicatorii tehnico-economici ai proiectului urmau să fie finalizați până în 1978. Alți trei ani erau programați pentru elaborarea proiectului propriu-zis și încă nouă ani pentru construcția primelor opt stații de metrou. Conform acestui plan, prima linie de metrou trebuia să fie deschisă în 1990. Totuși, procesul de elaborare s-a confruntat cu întârzieri continue, ceea ce a dus la finalizarea indicatorilor tehnico-economici ai proiectului cu doi ani mai târziu, în 1980.
Principala problemă tehnică ce trebuia depășită era de ordin geologic, Riga fiind construită pe soluri instabile, caracterizate de nămoluri și dolomit, cu pânză freatică de mică adâncime. Din acest motiv, proiectarea primei secțiuni a metroului a fost transferată în 1984 institutului Lenmetroproekt din Leningrad, care avea o experiență mult mai mare cu proiectarea construcțiilor în astfel de condiții severe, Leningradul având o geologie similară Rigăi. Din cauza întârzierilor, oficialitățile orașului au început să sugereze abia în anul 1985 că proiectul tehnic al primei secțiuni a metroului, Zasulauks – VEF, ar fi gata. Data de deschidere a fost amânată pentru cel mai devreme în 1997, dar și acest termen s-a dovedit în final nerealist. Noi informații privind stadiul investiției au fost lansate în spațiul public abia în 1988, an în care se pare că a fost finalizat cu adevărat întregul proiect tehnic.
Conform geologului Ati Mūrniekus, lector la Catedra de Geologie Aplicată a Universității din Varșovia, și inginerei geolog Sigita Dišleri, cercetarea de teren a fost minuțioasă, iar calculele au fost făcute cu atenție. În cadrul studiului geotehnic al terenului au fost forate 100 de puțuri pentru urmărirea comportamentului apelor subterane și solului. Circa jumătate din ele au fost sigilate de municipalitate între 2001 și 2014, dar o parte încă mai existau în teren în 2018, în special pe proprietăți private.
Cu designul Art Deco al interioarelor stațiilor au fost însărcinați arhitecți locali, printre care Modris Ģelzis și Andris Kronbergs, aceștia având deja experiență cu astfel de lucrări după elaborarea proiectului de arhitectură al stației Rijskaia a metroului din Moscova.
În 1986, planul general al rețelei de metrou a fost actualizat prin includerea unei a treia linii în locul celor două propuse inițial. Pregătiri pentru faza de construcție au început în același an, însă lansarea în execuție era prevăzută pentru 1990, iar finalizarea primei linii era planificată pentru perioada 2000-2002.
La sfârșitul anilor 1980, proiectul a început să fie criticat puternic de populația locală, contestându-i-se utilitatea și costurile ridicate. În cadrul unor proteste deschise, s-a exprimat chiar temerea că centrul istoric, cu clădiri construite pe piloți de lemn înfipți în pământ, s-ar putea scufunda în apă. După disoluția Uniunii Sovietice, proiectul rețelei de metrou din Riga a fost abandonat.

## Linii propuse

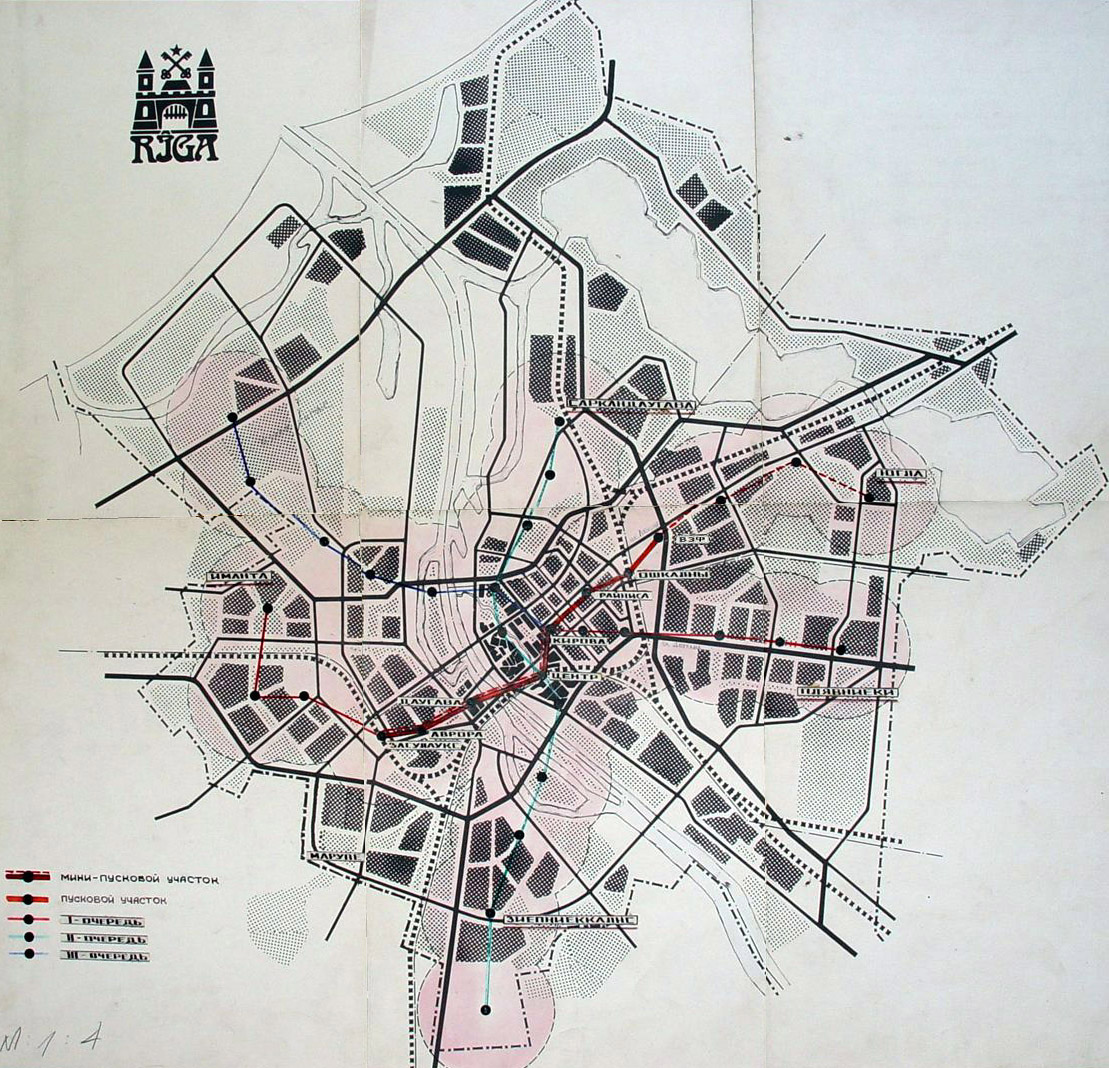
Plan de urbanism general din 1986 cu liniile de metrou

Planul original al rețelei de metrou din Riga presupunea construcția a două linii, dar în planul final a fost adăugată o a treia.

### Primul plan
- Linia 1: de la Pleskodāle/Zolitūde la Purvciems/Dreilini
- Linia 2: de la Mīlgrāvis la Ziepniekkalns

### Al doilea plan
- Linia 1: Imanta-Centrs-Jugla
- Linia 2: Dreilini/Pļavnieki-Centrs
- Linia 3: Mežaparks-Centrs-Ziepniekkalns
- Extensie a liniei 2: Centrs-Buļļi

### Prima secțiune
Prima secțiune planificată să fie construită, denumită „secțiunea de lansare”, ar fi avut 8,3 km lungime, ar fi urmat să poată fi traversată în 12 minute de la o stație terminus la cealaltă și ar fi avut opt stații, din care patru la mare adâncime în zona centrală: „Zasulauks”, „Agenskalns” (inițial „Aurora”), „Daugava” (inițial „Uzvaras”), „Gară" (inițial „Centru”), „Drujba” (în letonă „Draudzība”; inițial „Kirov”), „Vidzemes tirgus” (inițial „Rainis” sau „Revolūcijas”), „Oškalni” și „VEF”.

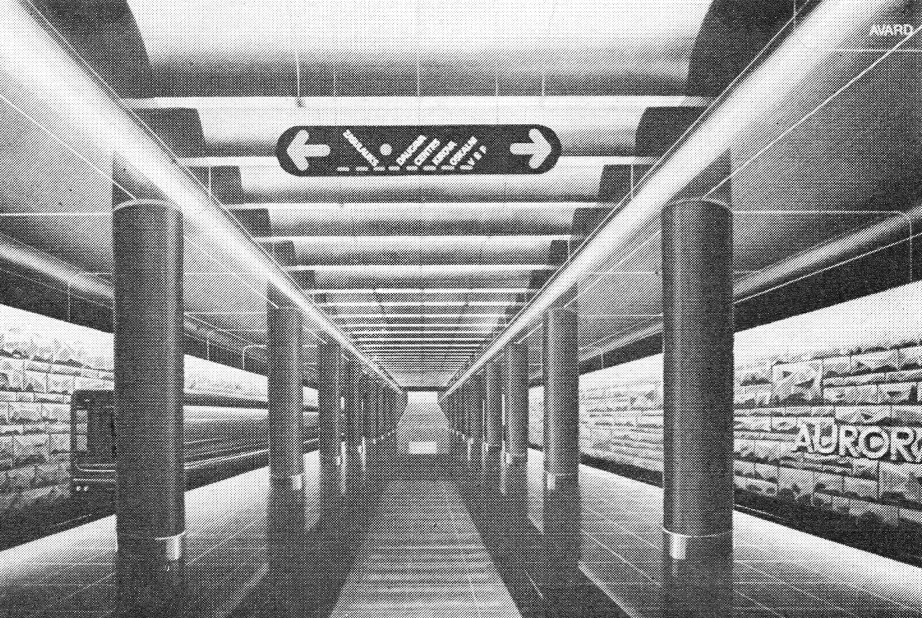
Proiectul stației „Aurora”, 1983
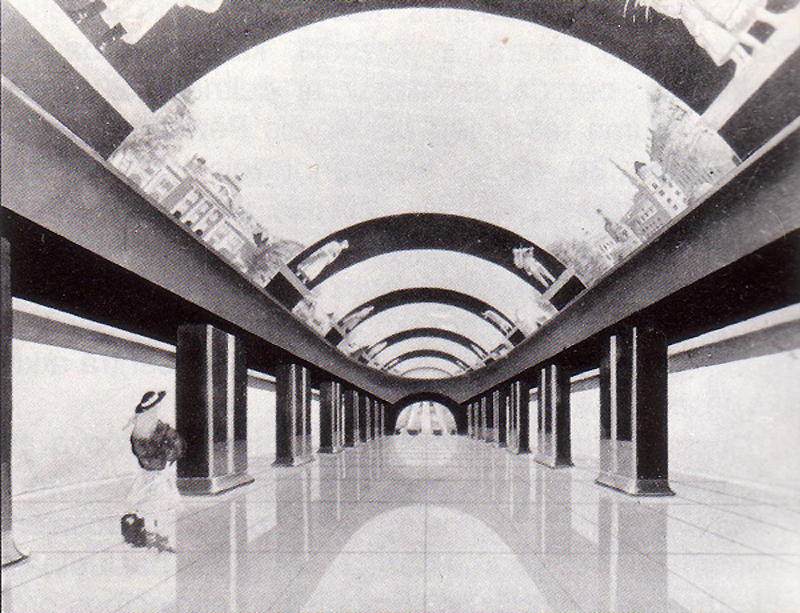
Unul din proiectele alternative ale stației „Centru”, 1983
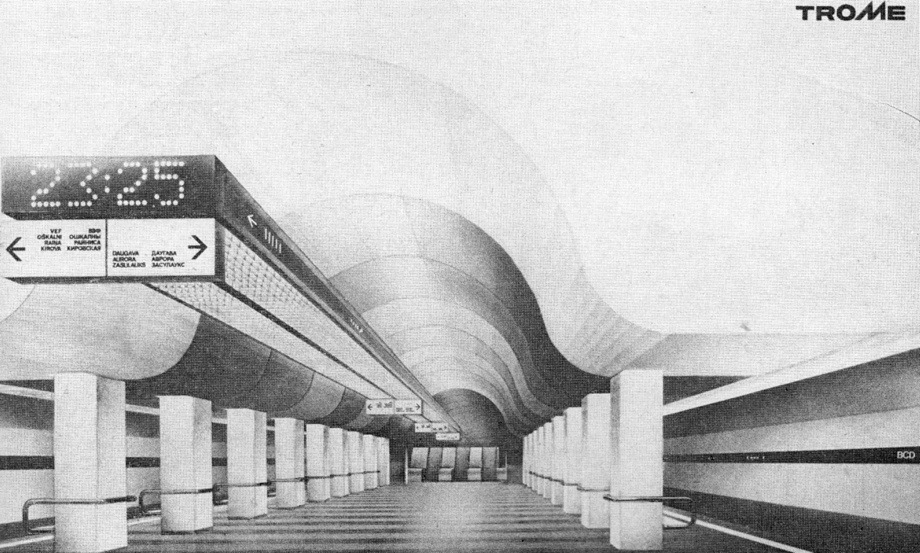
Unul din proiectele alternative ale stației „Centru”, 1983
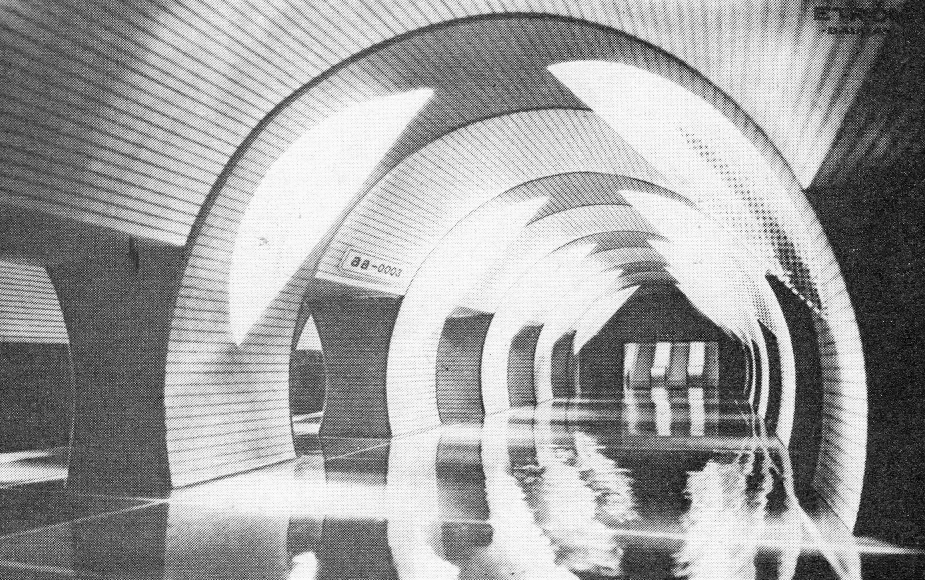
Proiect al stației „Daugava”, 1983
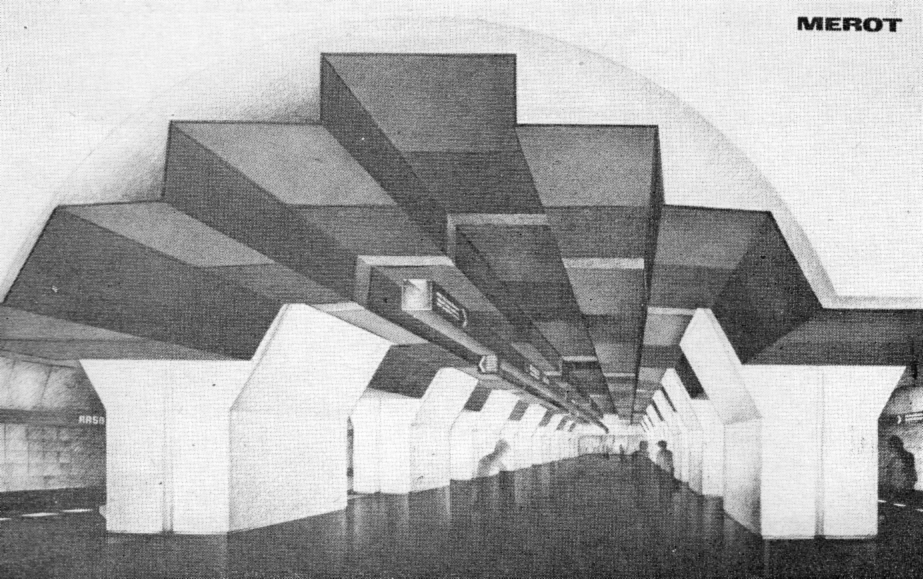
Proiect al stației „Rainis”, 1983
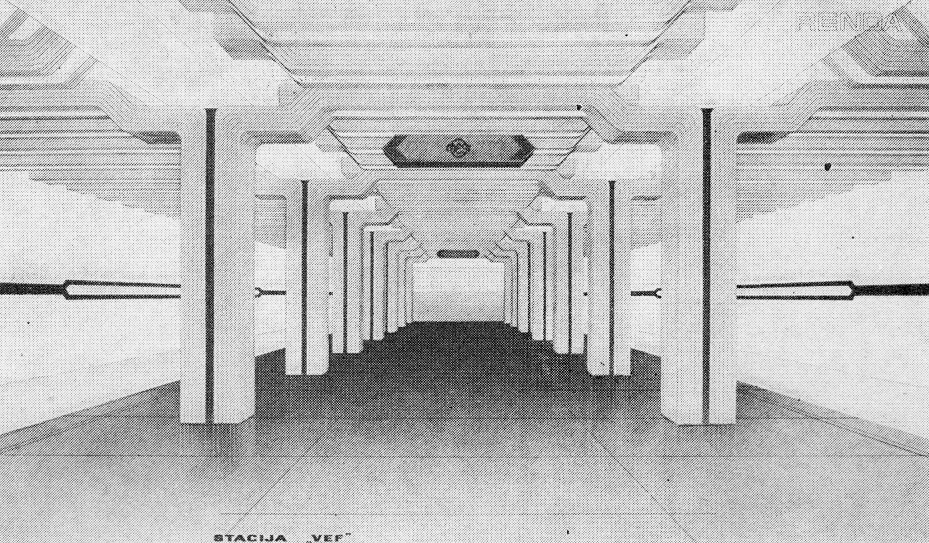
Unul din proiectele alternative ale stației „VEF”, 1983
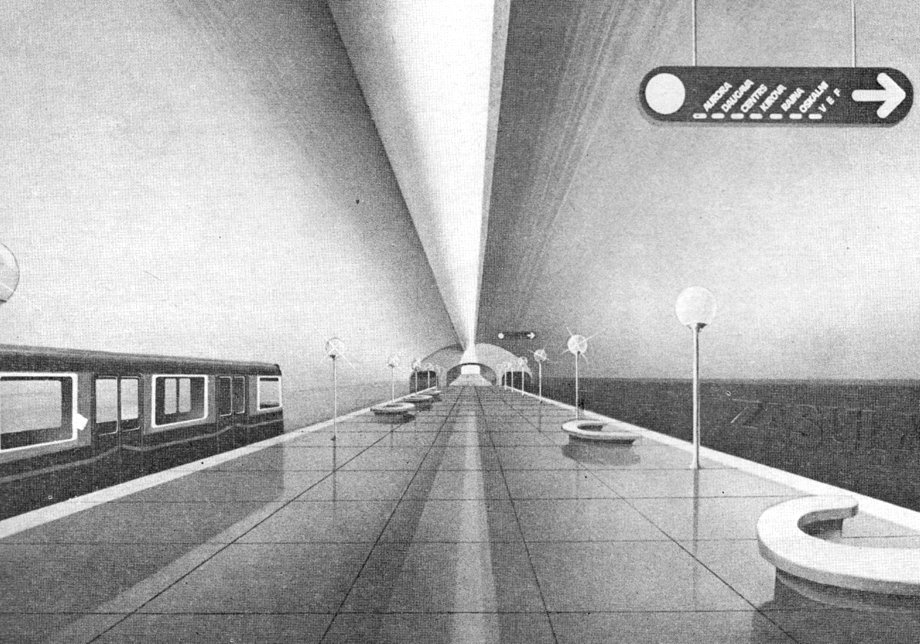
Unul din proiectele alternative ale stației „Zasulauks”, 1983
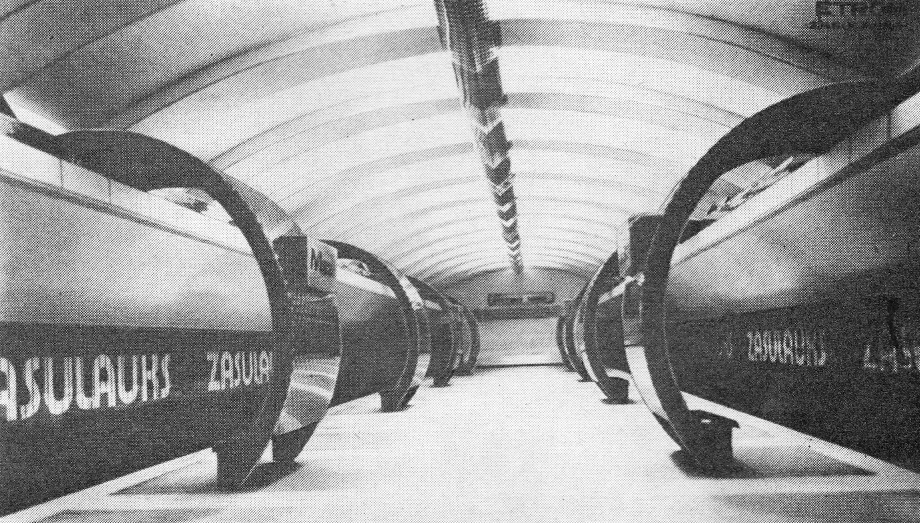
Unul din proiectele alternative ale stației „Zasulauks”, 1983
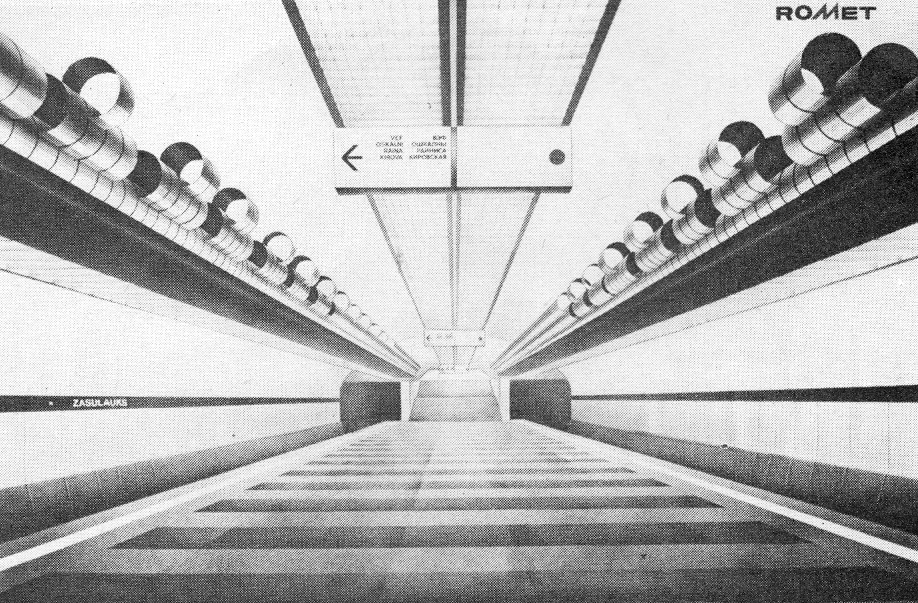
Unul din proiectele alternative ale stației „Zasulauks”, 1983

Pentru această primă linie, care urma să conecteze cartierele de pe cele două maluri ale Daugavei, fuseseră prevăzute două stații de mari dimensiuni care să funcționeze ca stații de transfer și noduri intermodale, asigurând comunicarea cu alte linii de metrou și cu transportul de suprafață. Una din stații, denumită în proiect „Centru”, urma să fie construită în zona dintre piața centrală și gara centrală, iar a doua în zona actualului parc Esplanāde, denumit la acea vreme Parcul Kommunar. Stația „Centru”, care trebuia să deservească aglomeratele zone ale autogării, pieței centrale și gării, urma să fie conectată direct la pasajul subteran existent din zona adiacentă gării.
În etapa următoare, denumită etapa I a construcției, tronsonul de 8,3 km dintre Zasulauks și VEF urma să fie extins în ambele direcții: pe malul stâng către Imanta, iar pe malul drept către Jugla. Tot în această etapă, pornind din parcul central Kronvalda, urma să fie construită o ramură a metroului către cartierele Purvciems, Pļavnieki și Dreiliņi.
În etapa a II-a a construcției urma să fie realizată o linie care să conecteze cartierul nordic Sarkandaugava cu cel sudic Ziepniekkalns. În cadrul acestei etape era planificată și construcția unei noi stații intermodale de transfer în centrul orașului, în zona parcului Kronvalda.
În etapa a III-a se dorea construirea unui tronson de la stația de transfer din Parcul Esplanāde către zona Buļļi, traversând cartierele Ķīpsala, Iļģuciems și Kleisti.

## Aspecte financiare
Metroul din Riga, primul care urma să fie construit în cele trei republici sovietice baltice, urma să fie și cel mai scump din Uniunea Sovietică. Costul de construcție pe kilometru a fost estimat la 25-26 milioane de ruble. În perioada proiectării metroului din Riga, cel din Minsk, capitala RSS Bieloruse, se afla în construcție la un cost de 15 milioane de ruble pe kilometru.
În toamna anului 1987 s-a făcut cunoscut că Moscova va finanța implementarea proiectului cu o sumă de 250 de milioane de ruble sovietice. Bugetul RSS Letone urma să asigure circa 10-12 milioane de ruble pentru construcția unui depou pentru ramele de metrou, 2,5 milioane de ruble pentru diverse echipamente tehnice și 4-5 milioane de ruble pentru amenajarea și echiparea stațiilor. Drept rezultat, se aștepta ca Riga să cheltuiască mai puțin de 20 de milioane de ruble sovietice pentru metroul orașului. Totuși, Riga ar fi avut concurență în vederea asigurării finanțării de la Moscova, deoarece Odesa și Omsk doreau și ele în același timp asistență financiară de la guvernul central pentru înființarea propriilor rețele de metrou. 

## Critici și proteste
Pe măsură ce proiectul acumula întârzieri, iar Perestroika încuraja o mai mare libertate de exprimare, ideea metroului a fost întâmpinată cu opoziție în societatea letonă. Discuția s-a concentrat în special pe aspectele sociale ale proiectului și pe impactul acestuia asupra compoziției etnice a orașului, considerate extrem de nefavorabile pentru letoni. Pe de o parte, în Riga exista deja un procent mare de slavi, iar un contingent suplimentar de câteva mii de muncitori rusofoni aduși din alte republici sovietice risca să destabilizeze și mai mult balanța etnică a orașului. Pe de altă parte, toți acești oameni urmau să fie cazați cu prioritate, în timp ce locuitorii Rigăi așteptau ani de zile la rând pentru un apartament oferit de municipalitate. Opinia publică era îngrijorată de faptul că, drept consecință, orașul și republica vor pierde și mai mult controlul asupra teritoriului lor, iar Riga va fi artificial dezvoltată ca un centru regional disproporționat de mare pentru Letonia. 
Însă paleta de critici a fost mult mai largă, de la riscurile geologice provocate de excavări și până la neglijarea absolută a opțiunilor de mobilitate pentru persoanele cu dizabilități. Un alt aspect criticat erau distanțele excesiv de mari dintre stații sau tunelurile lungi și incomode care urmau să trebuiască a fi străbătute în stațiile de transfer.
În 1987, în presa letonă au avut loc discuții extinse referitoare la validitatea economică și tehnică a metroului. În multe manifestații, sondaje de opinie și alte evenimente, majoritatea societății letone a respins ideea construirii unui metrou în Riga. Pe 27 aprilie 1988, Clubul pentru Protecția Mediului a organizat o manifestație de protest în Parcul Arcadia, la care au luat parte circa 10 000 de locuitori ai orașului. Manifestanții au transmis o petiție Comitetului Central al Partidului Comunist Leton, în preambulul căreia au precizat că „noi, câteva mii de locuitori și flotanți din Riga, care ne-am adunat astăzi la mitingul organizat de Clubul pentru Protecția Mediului, ne adresăm Comitetului Central al PCL pentru a ne exprima protestul față de  planurile pentru construcția metroului și a fabricii de roboți”. Uzina de Stat pentru Roboți Industriali din Riga, a cărei construcție începuse în 1983 și care a fost parțial finalizată până în 1990, era alt obiectiv de investiții sovietic primit cu opoziție în Letonia.
Artiștii s-au alăturat și ei campaniei negative. Un cântec al formației pop rock Jumprava, intitulat „Metro nav draugs” („Metroul nu e un prieten”), a devenit imnul neoficial al protestatarilor. Versurile sale avertizau că „Metroul nu e un prieten care se strecoară prin pământ; / O mulțime de străini vor fi chemați pe pământ, / Nici unul nu va mai pleca nicăieri...”.

## Susținători
Susținătorii proiectului argumentau că Riga ar câștiga experiență în domeniul construcțiilor subterane, iar metroul, ca mijloc de transport ecologic, ar elibera străzile de multe autobuze sau automobile. De asemenea, noile stații de metrou ar transforma în bine multe spații publice din oraș. Pornind de la ideea metroului, un colectiv de autori sub conducerea arhitectului G. Melberg a propus un proiect de urbanizare subterană a zonei centrale a capitalei Riga.
Mai târziu, unii comentatori au constatat că, „în mod ironic, argumentul că realizarea [metroului] va înrăutăți calitatea ecologică a mediului nu stă în picioare astăzi, dacă ne uităm la datele privind cantitățile de gaze de eșapament generate de ambuteiaje.” În ceea ce privește ambuteiajele propriu-zise, Alirza Guseinov, care a lucrat în Ministerul Construcțiilor al RSS Letone și ar fi trebuit să conducă proiectul de construcție a metroului, a dat următorul exemplu în timpul unui interviu de presă din 2008: „dacă astăzi metroul ar fi existat, am fi putut călători de la Zasulauks la VEF în 15 minute. În schimb, conducem pe aceeași distanță o oră, o oră și jumătate, dacă nu mai mult”. De asemenea, Guseinov a sugerat că metroul ar fi putut fi folosit ca adăpost de protecție civilă în cazul nefericit că ar fi fost nevoie de așa ceva.
Întrebat dacă ideea metroului ar putea fi readusă la viață în viitor, Guseinov a spus că „nu ar fi realist ca vechiul proiect să fie reluat”, deoarece terenurile rezervate inițial pentru construcție au fost între timp privatizate și s-a construit pe ele, iar o eventuală expropriere ar face proiectul „nerezonabil de scump”. Totuși, „indiferent de ce credem despre metrou acum, luând în considerare toate opiniile pro sau contra, cred că mai devreme sau mai târziu va fi construit un metrou la Riga”.
În ianuarie 2018, pe portalul de petiții Manabalss.lv a fost postată o inițiativă „Despre crearea sistemului de metrou Riga”. Autorii ei cereau revenirea la discuția privind crearea sistemului de transport public subteran din Riga, pornind de la argumentele că „[...] crearea unui sistem modern de metrou va reduce presiunea pe drumurile din Riga, va reduce numărul de mașini din centrul orașului, va asigura accesul facil la obiective importante fără a pierde timpul în ambuteiajele de dimineață și seara, va accelera circulația forței de muncă în oraș și, de asemenea, va pregăti Riga pentru o potențială viitoare creștere a populației”. În momentul lansării ei, petiția nu a strâns decât 500 de semnături din cele 10 000 necesare pentru ca o inițiativă cetățenească să fie discutată în Seimul Letoniei.

## Teorii ale conspirației
Deși ideea metroului din Riga a fost abandonată înainte chiar ca investiția să fie demarată, au apărut totuși numeroase teorii ale conspirației care afirmă ca lucrările ar fi început deja, iar unele părți au și fost finalizate, fiind folosite în secret în scopuri militare sau guvernamentale. S-a susținut și faptul că la barajul AB cotele de nivel sunt ciudate, dispozitivul care le măsoară având la partea inferioară o cotă denumită „metrou”. Alte voci au atras atenția că pe strada Granīta nr. 24 există un obiectiv păzit, despre care s-a afirmat că ar fi depoul metroului din Riga.